# 中華台北
中華台北是中華民國在国际体育赛事中使用的称谓，源自海峽兩岸分裂分治後奧林匹克運動會的中國代表權爭議，為受一個中國政策影響而出現的權宜性質名稱。此外，中華民國在亚太经合组织、经济合作发展组织等国际组织的會籍，也使用這個稱呼。

中華奧林匹克委員會會旗，別稱「梅花旗」

自从中華人民共和國于1971年在聯合國取得「中國」代表權後，中华人民共和国政府即根据“一个中国”原则要求各国家和国际组织停止以“中华民国”或“中国”之名称呼1949年政府遷往臺灣後的中華民國。1960年代的羅馬奧運官方報告將中華民國的奧運代表隊稱作「Chinese Republic of Formosa」，縮寫代號則是「TWN」，1964年的東京奧運官方報告與1968年墨西哥奧運官方報告將中華民國的奧運代表隊稱作「Taiwan」（TWN），當時中華民國的代表團連續三屆提出抗議，1972年中華民國以「中華民國」全名參加奧運，但1976年再被臨時要求改為「台灣」名義才能參加該年舉行的蒙特婁奧運，中華民國政府感到矮化而拒絕該隊名。其后，根据1979年6月及10月国际奥林匹克委员会执行委员会的决议，中華民國需以「中华台北奥林匹克委员会」的名称继续参加奥运会。1981年3月23日，中華民國奧委會（中華奧林匹克委員會）與國際奧林匹克委員會簽訂《洛桑協議》，協議中核准「Chinese Taipei」為中华民国方面參加奧林匹克運動的代表團名稱。1989年4月6日，中華奧林匹克委員會秘書長李慶華與中國奧林匹克委員會主席何振梁在香港簽署協議，正式規定「Chinese Taipei」的译名为「中华台北」。这一模式在其後被稱作「奧會模式」或「奧運模式」。该模式使得中華民國能够参加国际运动赛事及部分国际组织，但亦引起了批評聲浪；隨後因為政治風氣轉變，部分人士要求以「台灣」為隊名申請參加2020東京奧運的訴求在2020年東京奧運台灣正名公投案中，以9.6%的差距而被否決。
胡錦濤擔任中共中央總書記時期，中華人民共和國媒體普遍使用「中華台北」稱呼台灣體育代表隊，至2017年習近平任職中共中央總書記期間改為使用「中國台北」。中華民國方面認為「中國台北」的譯名為矮化國格，拒絕接受。

## 沿革

### 中国代表权争夺
在大陸時期，中華民國作為「中國」的合法代表，以“中国”（英語：China）之名參加各项國際运动赛事、派出代表團参加1924年、1932年、1936年、1948年奥运会。當時對中華民國派出的國家代表亦稱「中華隊」、「中華代表團」。
1949年10月1日，隨著第二次国共内战战局奠定，中國共產黨在北京建立中华人民共和国，中華民國政府則因戰事失利而在該年底播遷臺灣。自1952年赫爾辛基奧運開始，中華民國的名稱和定位上就出現激烈的爭執與紛擾，歷時二十年之久。在1979年推出「中華台北」這個稱呼之前，中華民國奧林匹克運動會代表團曾先後以「福爾摩沙—中國」（英語：Formosa-China；1956）、「福爾摩沙」（英語：Formosa；1960）、「臺灣」（1964、1968）或者是「中華民國」（英語：Republic of China；1972、1972冬、1976冬）作為奧運會入場隊名，並以中華民國國旗為旗幟，參加國際比賽。這段期間中華民國國內對國家代表隊亦稱「中華隊」、「中華代表隊」。
1952年7月，第15届夏季奥运会将在芬兰首都赫尔辛基举行。这是1949年中华人民共和国成立后举行的首届夏季奥运会。两岸及国际奥委会内部就“中国奥林匹克委员会”的认定及奥运代表队的参赛这两个问题展开斗争。
1950年，第15届夏季奥运会主办国芬兰与中华人民共和国建交。1951年3月，芬兰就曾向中华人民共和国中央人民政府外交部表示，希望中华人民共和国能派选手参加该届奥运会。1952年2月2日，苏联驻华大使罗申向当时负责体育运动管理的中国新民主主义青年团中央书记处书记冯文彬提出，鉴于台湾（指中華民國）方面已报名参加第15届夏季奥运会，希望知道大陆（指中華人民共和國）方面是否要派员参加。青年团中央随即向中央人民政府政务院总理周恩来递交书面报告。经周恩来批准，中华全国体育总会于1952年2月5日致电国际奥委会秘书处，通知继续参加国际奥林匹克运动大会的组织并参加赫尔辛基第15屆夏季奧運會。该电文指出，中华全国体育总会是代表中华人民共和国的唯一体育组织，乃中国的合法代表，而任何其他团体皆“不能作为中国的任何合法代表，亦不能容许其参加此届奥林匹克运动大会及其有关的会议”。目的是向国际奥委会争取承认其作为“中国奥林匹克委员会”的地位，在国际奥委会内实现中华体总-中华人民共和国-中国的三位一体，取代中华体协等其他组织成为中国的代表，达到“排蒋”的效果。2月13日，中华人民共和国中央人民政府外交部派出盛之白和谢启美抵达奥斯陆，准备参加国际奥林匹克委员会第46次全会，未果。
7月17日，國際奧會召開第47屆大會中，57位委員以33票對20票的結果通過決議，兩岸體育運動隊伍可以同時參加該屆奧運會，但中華民國代表團受政府指令，本著「漢賊不兩立」的原則退出比賽。
1952年6月16日，国际奥委会主席西格弗里德·埃德斯特隆发表公告称，由于国际奥委会希望在次年（即1953年）解决中国问题，现在中国的两个组织——台湾的一个和大陆的一个，皆不得参加赫尔辛基奥运会。6月17日，艾德斯特隆电复中华全国体育总会，称中华全国体育总会尚未被国际奥林匹克委员会所承认，中国大陆运动员不得参加赫尔辛基奥运会。国际奥委会禁止两岸双方参加奥运会的决定遭到北京与台北两方面的强烈反对。
7月5日，中华全国体育总会秘书长荣高棠和国际奥林匹克委员会委员、中华全国体育总会委员会委员董守义分别致电国际奥委会主席艾德斯特隆，声明抗议。荣高棠的声明认为，中华全国体育总会是国共内战后中华全国体育协进会在大陆的组织，中华全国体育总会是由中华全国体育协进会改制而成，要求继承原全国体协受国际奥委会承认的地位。该声明表示，“设于台北的所谓全国体协并不具有原全国体协的合法地位；原全国体协的合法地位因该组织改制而转移予全国体总”。同年，中华全国体育总会在苏联协助下向国际田径联合会及国际篮球联合会缴交会费，要求替代中华全国体协而被承认为中国奥委会。
1954年，在希臘雅典舉行的国际奥委会第49次全会上，中华全国体育总会作为中华人民共和国的代表在国际奥委会中的席位得到承认。同时国际奥委会继续承认代表台湾方面的“中华全国体育协进会”。會中以23票比21票通過承認兩個中國奥委会，根据1954年9月奧林匹克公报的記載，两岸双方名称分別是台北方面的“中国奥林匹克委员会，中华全国体育协进会”（英語：Chinese Olympic Committee，National Amateur Athletic Federation）以及北京方面的“中华人民共和国奥林匹克委员会”（法語：Comité Olympique de la République Chinoise）
1956年，第十六屆奧運會在澳洲墨爾本舉行，兩岸奧會均派代表參加，中華人民共和國堅持“臺北不出，北京不入”，希望以五星紅旗取代青天白日滿地紅旗未成，中華人民共和國因為無法接受國際奧會承認兩個中國奧會的會籍，遂命中華人民共和國代表隊退出比賽。
1958年8月19日，由于对国际奥委会承认代表中华民国的“中华全国体育协进会”的不满，中華人民共和國方面的中华全国体育总会宣布与国际奥委会断绝关系，单方面宣佈退出國際奧委會和國際田徑联合会、国际游泳联合会、国际足球联合会、国际篮球联合会、国际举重联合会、国际摔跤联合会及等八個國際体育組織，至此脱离国际体坛。國際奥委会於同年9月5日曾以第125號函通告所有單位：「由于中华人民共和国奥委会退出奧林匹克活動，國際奥委会不再承認中华人民共和国奥委会。」
1959年5月28日，國際奧林匹克委員會在慕尼黑的第五十五屆年會中受到苏联的施壓，迫使對中華民國作出決議。该決議提到：台北的中華民國奧林匹克委員會，因未能控制「中國」的體育運動，其名稱將從正式名單中剔除，倘若用另名申請，國際奧會將予考慮。
1960年7月，中華民國奧會便以「中華民國奧林匹克委員會」（英語：the Republic of China Olympic Committee）名稱，向國際奧會重新申請承認。同年8月12日國際奧會在羅馬召開的第五十八屆年會中，同意中華民國使用與原名稱不同的「中華奧林匹克委員會」，但認為中華民國奧會有效控制的地區僅為台澎金馬， 因此只能使用「福爾摩沙」（英語：Formosa）的名義參加比賽。因此，1960年在羅馬舉行的第十七屆奧運，中華民國代表團因為抗議大會限制代表團在參與開幕典禮、運動員制服和大會秩序冊等都僅能使用「台灣」（FORMOSA）名稱，因而在開幕典禮中，由總幹事林鴻坦手持「抗議中」（UNDER PROTEST）白布條走在名牌後面，這是奧運會史上唯一一次開幕典禮抗議的紀錄。
此後，中華民國雖參加了1964年第十八屆東京奧運會及1968年第十九屆墨西哥奧運會，但名稱問題始終含糊不清。雖然國際奧會同意中華民國使用「中華奧林匹克委員會」的名稱，但實際上，在參賽出場及大會的公報或文件上，仍稱中華民國為「台灣」，因此名稱問題始終沒有獲得真正的解決。直到1968年10月國際奧會在墨西哥召開的年會中，再度對中華民國奧會名稱的問題提出討論，結果以32票對10票同意以中華民國名義參賽，至此，「中華民國」正名一事暫告段落，以「中華民國」參加了1972年的奧運會。

### 中華人民共和國加入聯合國後
1971年10月25日，联合国大会通过第2758號決議，同意“恢复中华人民共和国在联合国组织中的合法权利”，承认中华人民共和国政府的代表是中国在联合国组织的唯一合法代表，并“立即把蒋介石的代表从它在联合国组织及其所属一切机构中所非法占据的席位上驱逐出去”。至此，中华人民共和国取得中国代表权，並逐步取代台北的中華民國政府在國際組織中的席位。中華人民共和國政府奉行「一個中國」政策，並不承認實際統治臺澎金馬的中華民國為獨立國家。其他國家則根據中華人民共和國的要求，不承認中華民國的主權地位，反對其參加任何由主權國家參與構成的國際組織，並反對其在國際上使用「中華民國」的名稱。
1973年，中华民国方面的中华全国体育协进会分立出独立的“中国奥林匹克委员会”。1975年，中华人民共和国方面的中华全国体育总会以“中国奥委会”的名义申請恢复在国际奥委会的合法地位。因其申請案附帶排除中华民国會籍之條件，因而未被國際奥委会所接受。
1976年，蒙特婁奧運會開始前，當時由於加拿大政府已與中華人民共和國建立外交關係，加拿大總理杜魯道曾以「中國」名稱問題，拒發給中華民國奧運代表團入境簽證。杜魯道要求中華民國代表團改稱「臺灣」才給與入境參賽。同年7月9日楊傳廣與紀政為闖關進入蒙特婁而引發國際媒體關注此事件，7月16日國際奧委會召開緊急會議，決議中華民國奧運代表團以「臺灣」名稱參賽。當時的行政院院長蔣經國得知後不接受此決議而不參加當屆奧運。
1978年，國際奥委会在雅典召開年會，中华人民共和国在會中發動中東、非洲、亞洲及東歐等35个国家，提出排除中华民国會籍議案。
1979年，國際奧會在烏拉圭蒙特維多舉行第81屆執委會，會中除接受中華人民共和國奧會會籍外，也通過繼續承認中華民國奧會，但是對於會籍名稱及所用之旗、歌待研究更改。當時中華民國國際奧會委員徐亨及體壇人士於是多方面聯繫、協調，發動部份國際奧會委員聯署提出修正案，並經大會以36票比28票通過修正內容，承認在北京的奥委会為“中国奥林匹克委员会，北京”（英語：Chinese Olympic Committee, Peking），在台北的奥委会為“中国奥林匹克委员会，台北”（英語：Chinese Olympic Committee, Taipei）；雙方使用之旗、歌另加研究，並須取得國際奧會的同意。会后，中國大陸方面對此結果表示無法接受，中国大陆奥委会同时向国际奥委会正式提出了关于解决中国合法席位的建议。
1979年6月及10月國際奧會主席基蘭寧分別透過波多黎各聖胡安及日本名古屋執委會決議，採用通訊投票方式，以62票對17票，將蒙特維多決議案變更為：承認中华人民共和国方面的名稱為“中國奧林匹克委員會”（英語：Chinese Olympic Committee），使用中華人民共和國的國旗與國歌；中華民國方面將在“中華台北奥林匹克委员会”（英語：Chinese Taipei Olympic Committee）的名稱下繼續參加奧運會，但須提出不同於以往使用的旗、歌，並由執委會批准。12月國際奧會委員徐亨向瑞士國際奧會總部所在地，洛桑地方法院提出控告此政治性決定違反奧會憲章。
1980年第十三屆冬季奧運會將於2月在美國紐約寧靜湖村舉行，逼於時限，中華奧會代表隊乃在法律程序方面申請「假處分」，請求停止名古屋決議之效力，爭取中華台北代表隊在平等權利情形下參加該屆冬運會。後來因瑞士洛桑法院認為中華奧會所組代表團雖為國際奧會所承認，但不具會員資格，沒有身分控告，基於此一理由，將中華奧委所提之「假處分」申請駁回，中華台北冬運代表團遂因而退出比賽。但徐亨控告違憲部份則勝訴，於是國際奧會修改憲章，修改重點為：
1. 各國的國家奧會使用「國家名稱」及「國旗」、「國歌」參加奧運會之規定改為使用「代表團」之名稱及旗、歌參加奧運會。
2. 國家奧會以其本身名義參加奧運會，而非以其國家名義參加比賽。
3. 國家奧會在奧運會期間所使用之代表團旗幟及標誌應先送請國際奧會執委會核准。

為了解決此訴訟案，中華奧會與國際奧會雙方之間因此達成初步協議，雙方主席1981年3月23日於洛桑協議時和國際奧會簽約同意會名、會旗及會徽。首先是將中華民國的奧會名稱，變更為「中華台北奧林匹克委員會」（Chinese Taipei Olympic Committee），並確定旗幟及標誌為「梅花內含五環標誌」；國際奧會也允諾協助恢復所有或者重新申請加入國際奧會相關之會籍。最後國際奧會並以書面保證，以後中華台北奧林匹克委員會參加國際奧會的各項活動情況下皆能享有與其他任何會員單位同等權益地位，中華奧會主席沈家銘與國際奧會主席薩馬蘭奇，就以1980年的實質條款協議內容，雙方所簽協議書經由國際奧會執委會（Executive Board）正式通過，從此中華民國參加奧運會的名稱確定為。
1988年12月，应中华奥委会请求，两岸双方就的中文译法问题进行磋商。

1989年4月6日，經由中華奧林匹克委員會秘書長李慶華與中國奧林匹克委員會主席何振梁在香港簽署協議，內容如下：
|  | 臺灣地區體育團隊及體育組織赴大陸參加比賽、會議或活動，將按國際奧會有關規定辦理，大會（即主辦單位）所編印之文件、手冊、寄發之信函、製作之名牌以及所做之廣播等等，凡以中文指稱臺灣地區體育團隊以及體育組織時，均稱之為「中華台北」。 |

雖然協議中並沒有定義此種模式標題和稱謂，但大眾與媒體的習慣將這種參賽模式稱作「奧會模式」。除了體育賽事外，在舉凡電競、學術、技術等許多比賽中，若中華人民共和國組隊參賽，中華民國的代表隊只能以「中華台北」的名義參加，即參照「奧會模式」而不能使用中華民國國旗。
此後出席奧运會相關活動場合时，中華奧林匹克委員會的會歌使用中華民國國旗歌替代中華民國國歌，會旗及會標使用內含青天白日及五環標誌的梅花圖案。而「中華台北代表隊」與中国奥委会派出的中国代表团（China）及中國香港奧委會派出的中國香港代表團（Hong Kong, China）亦互不隸屬，成績及參賽資格均分別計算。為避免兩岸代表隊同時接鄰進入會場，被混淆為同一代表隊起見，經中華奧會提出異議，復經協商，由國際奧會明文規定中華台北隊入場序為「T」群（TPE），中國代表隊則列「C」群（CHN），以茲識別。在臺灣則使用「中華隊」或「台灣隊」來稱呼中華民國奥运代表隊。

## 应用

### 體育
從1984年塞拉耶佛冬季奧運與洛杉磯夏季奧運開始，經由國際奧委會協調之下，中華民國第一次以「中華台北」的名稱參與奧運，而中華人民共和國則以“中國”（China）名稱同時參加。由國際奧會明文規定中華台北隊入場序為T群，中國代表隊則列C群作為區別。其後中華民國即以此模式「奧會模式」組代表團參加，自1984年洛杉磯奧運開始至今的奧林匹克運動會及其他國際正式運動賽會，皆以「中華台北」參與國際賽事 。
從1954年第2屆馬尼拉亞運會一直到1970年第6屆曼谷亞洲運動會，都是由已播遷至臺灣的中華民國派隊參賽。但是自從1974年德黑蘭亞運會起，由於中華民國退出聯合國的政治影響之下，由中華人民共和國取代了參賽權。此後中華民國長達20年被亞洲運動會拒絕參賽。一直到1990年北京亞運會，中華民國採用奧運模式的名稱「中華台北」才能得以重返亞運會。
1989年5月，台灣以「中華台北」名稱獲得北京方面正式邀請，首次組代表隊前往北京參加亞洲青年體操錦標賽，是為海峽兩岸體育直接交流開始。

### 经济
1991年11月12日，經亚太经济合作组织（APEC）主辦會員的韓國居中協調，中华民国以「Chinese Taipei」（中华民国称「中华台北」，中华人民共和国称「中国台北」）名義加入該組織。亞太經合組織成員經濟體的「Chinese Taipei」指的是中華民國實際管轄、有效統制的經濟實體「臺澎金馬」。
2004年12月15日，經濟合作發展組織（OECD）理事會正式通過以「中華台北」名義成為該組織「競爭政策委員會」的觀察員。2005年10月27日，OECD理事會核准中華民國以「中華台北」名義成為鋼鐵委員會觀察員，另成為漁業委員會專案觀察員。

### 其他國際場合
2009年5月18日，中華民國以「中華台北」的名義，以觀察員身份參加世界卫生组织2009年的世界衛生大會（WHA）。2009年5月26日，中共中央總書記胡錦濤，會見中國國民黨主席吳伯雄，談及解決中華民國參與國際組織活動時，稱呼「中華台北衛生署」，為中国大陆領導人首次在公開場合就这一问题进行表述。
2016年5月10日，中国大陆媒體環球時報提出，依據聯合國2758號決議的一中原則，若台湾使用「中華台北」的名稱參加世界衛生組織，代表台湾承認在國際上的「一個中國」，世界上只有一个中国，大陆和台湾同属一个中国，两岸关系不是国与国的关系，这是一个客观事实，不是什么人可以随便否定或者刻意回避就能改变的。
2009年10月，國際檢察官協會（IAP）告訴台灣的與會人士，中國大陸希望將「社團法人中華民國檢察官協會（The Prosecutors Association, ROC（Taiwan））」改名。經過斡旋，中華民國法務部和外交部皆同意以中華台北的名義申請入會。10月20日，IAP秘書長舒茲正式通知，中華台北成為IAP的團體會員。
另外，尚有國際航空運輸協會（IATA）、亞太法定計量論壇（APLMF）、亞洲稅務行政暨研究組織（SGATAR）、北太平洋鮪魚國際科學委員會（ISC）、世界動物衛生組織（OIE）、世界關務組織下屬之「關稅估價技術委員會」與「原產地規則技術委員會」、世界貿易組織法律諮詢中心（ACWL）、中西部太平洋渔业委员会（WCPFC）等組織的活動、文件、刊物及網站等均以「中華台北」（Chinese Taipei）稱之。另在2013年以「中華台北」的名義受邀參與第38屆國際民航組織大會。
2003年8月，瑞士將臺灣居留證的國籍欄位的中華民國改為中華台北。國際商管學院促進協會也將台灣的學校列在「中華台北」之下。多項國際科學奧林匹亞競賽，中華民國亦使用中華台北參賽。
2008年2月19日，科索沃宣佈獨立兩天後，中華民國外交部正式承認科索沃共和國。擔任科索沃總理塔奇（Hashim Thaçi）外交政策幕僚與科索沃民主黨國會議員的拉斯尼奇（Memli Krasniqi）說：「真的很謝謝台灣，但是我們要加入聯合國，我們需要中國的支持」。名為「Who Recognized Kosova as an independent state? The Kosovar people thank you!」網站上的各國承認列表也無中華民國或台灣的標示。現今科索沃外交部對台灣的官方稱謂為「台灣－中華台北（台灣）」。

## 用词爭議

### 「中華台北」與「中國臺北」
中華民國外交部認為，“Chinese Taipei”應譯作“中華台北”。2008年時，中共中央台灣工作辦公室發言人楊毅對此解釋說，“中國台北”和“中華台北”都是「Chinese Taipei」的中文譯文，奧會協定不涉及他人在協定範圍外使用中國臺北的權利，因此不認同矮化一說；與此同時，楊毅還表示兩岸奧委會的協議是大會舉辦單位所編印的文件，凡是中文稱台灣地區體育團隊、組織稱為“中華台北”。2008年北京奥运会期间，中华人民共和国政府也采用了“中華台北”的称呼，台湾的代表团在开幕式入场式中也按照「中华台北」的简体汉字笔画顺序，排在日本和中非之间。
2016年7月，新華社發佈《新华社新闻信息报道中的禁用词和慎用词》，其中第66點定調採用「中國臺北」或「中國臺灣」，如要使用「中華臺北」需請示外交部與中共中央臺辦。2016年里约奥运会的报道中，中国大陆官方媒体人民日报仍然采用了“中华台北”的说法。
自2017年後迄今，因政治因素，中华人民共和国政府及媒体在报道时，全面将翻译由“中华台北”改为“中国台北”。
中華民國行政院大陸委員會張小月曾在2017年回應，台灣絕對不能接受「中國臺北」，“台灣絕對不是中國大陸的一部分，也會正式向陸方提出抗議。”但之后在2018年平昌冬奥会、2021年举办的东京奥运会中，中国大陆官方媒体均使用“中国台北”的说法，2022年2月，中華人民共和國官方媒体报道中一度再次出现「中華台北」的用法。
2022年北京冬奧會開幕式现场入場時，台湾的代表团名稱為「中華台北」，出场顺序也沿用2008年北京奥运会的模式，以简体汉字「中华台北」的笔画顺序排序，但中国中央电视台播報的時候仍稱呼「中國台北」（与1990年北京亚运会的做法一致）。
應台灣前總統馬英九邀請，中國大陸高校師生團於2024年11月27日-12月5日訪問台灣。12月1日，復旦大學學生宋思瑤接受媒體訪問時称，以「中國台北隊」為名祝賀台灣奪得世界棒球12強賽冠軍。陸委會称該言論「傷害台灣人民感情」。馬英九基金會執行長蕭旭岑表示，兩岸制度與用語本就有不同，大陸內部用語是「中國台北」，用詞差異不該構成交流阻礙。

### 「中華台北」與「台灣」
民進黨方面就“Chinese Taipei”問題都存有爭議，有議員直言他們是“Taiwanese”，世大運手冊改變稱呼，部分「中華台北」改回「台灣」 。
在2018年中華民國全國性公民投票中，中華民國總統府國策顧問、前田徑運動員紀政發起了2020年東京奧運台灣正名公投案，另一方面中华奥林匹克委员会发表声明，称将以维护台湾运动员参赛权益为最高原则，坚决反对此次正名公投。该会称，国际奥委会早于2018年5月4日发函，明确表示不予核准中华奥会更名；如果东奥正名公投通过，国际奥委会可能会以“政治干涉体育”为由撤销中华奥会的会员资格，危及台湾运动员参赛权益。東京奧運台灣正名公投最終以同意票4,763,086張少於反對票5,774,556張，而全案被否決。
2018年12月17日，中華民國外交部長吴钊燮在立法院外交及国防委员会审查外交部2019年度预算案接受媒体采访时说，外交部曾发布名称处理原则，对外使用“中华民国”。如果有弹性的话，可以使用“中华民国（台湾）”、“台湾”，但应避免使用“中华台北”。吴钊燮表示，中国大陆把“Chinese Taipei”翻译成“中国台北”，对台湾造成很大困扰，如果可能的话，要避免使用“中华台北”，以免混同于“中国台北”。
2021年，東京奧運舉行期間，日本NHK主播和久田麻由子在轉播東京奧運開幕式的中華台北代表團入場時直接道出「 Taiwan desu ?」，即「台灣」，引發一陣討論，NHK及朝日新聞網站上的獎牌榜亦直接以「台灣」二字表示；韓國MBC與KBS在進場時的轉播畫面亦以「台灣」（韩语：?）為名來做介紹。此外，《紐約時報》等國際媒體同樣不再稱Chinese Taipei，改稱為台灣。

### 「中華台北」與「中華北京」
2016年2月23日，立法委員林昶佐首次質詢行政院院長張善政及大陸委員會主任委員夏立言時表示，海峽兩岸關係並無對等尊嚴，若按馬英九政府九二共識邏輯，中华人民共和国應叫「中華北京」的代稱，以抗衡当时中华人民共和国及国际奥林匹克委员会等国际组织将中华民国称呼为「中華臺北」。
2016年2月24日，中共中央台湾工作办公室发言人安峰山回应林昶佐“中華北京”说时表示，「大陸反臺獨立場堅定不移」，並「按『一个中国』原則處理國際事務涉臺問題」。

## 旗幟
中華臺北代表團參加奧林匹克運動會所使用之會徽，是由中華奧林匹克委員會設計，並於1981年由國際奧會與中華奧會所簽訂之協議版本確認。當時中華民國國徽和中國國民黨黨徽雖有規範，但分不清楚，中華奧會採用之版本位於二者之間。2009年世界運動會首次使用中華民國國徽。
| 中華奧林匹克委員會會旗 |
| 中華奧林匹克委員會會旗 |

| 中華台北聽奧會旗（中華民國聽障者體育運動協會）  |
| 中華台北聽奧會旗 （中華民國聽障者體育運動協會） |

| 中華台北帕拉林匹克會旗（中華帕拉林匹克總會）  |
| 中華台北帕拉林匹克會旗 （中華帕拉林匹克總會） |

| 中華民國國家足球隊／中華台北男子足球代表隊隊旗（中華民國國家足球隊／中華台北男子足球代表隊隊旗會旗）    |
| 中華民國國家足球隊／ 中華台北男子足球代表隊隊旗 （中華民國國家足球隊／ 中華台北男子足球代表隊隊旗會旗） |

| 中華台北世界大學生運動會會旗（中華民國大專院校體育總會）  |
| 中華台北世界大學生運動會會旗 （中華民國大專院校體育總會） |

| 中華台北排球協會會旗 |
| 中華台北排球協會會旗 |

| 中華台北FIRST機械人競賽代表旗 |
| 中華台北FIRST機械人競賽代表旗 |

| 中華台北世界技能大賽代表旗 |
| 中華台北世界技能大賽代表旗 |

| 中華台北《鬥陣特攻》世界盃（英语：Overwatch World Cup）代表旗 |
| 中華台北《鬥陣特攻》世界盃代表旗           |

## 外部連結
- 中華奧林匹克委員會 （页面存档备份，存于）
- 中華民國聽障者體育運動協會 （页面存档备份，存于）
- 中華民國大專院校體育總會 （页面存档备份，存于）
- 中華民國殘障運動總會 （页面存档备份，存于）
- 中華民國高級中等學校體育總會 （页面存档备份，存于）